# マルチフィジックス
マルチフィジックス（英: Multiphysics）は、複数の物理モデルや複数の同時発生する物理現象を含むシミュレーションを扱う計算機科学の一分野である。例えば、反応速度論と流体力学の組合せや、有限要素法と分子動力学法の組合せがある。マルチフィジックスでは一般的に偏微分方程式の結合系を解いている。
多くの物理シミュレーションは結合系を含んでおり、例えば電磁気学の電場と磁場、音波の圧力と速度、量子力学の波動方程式における実部と虚部などがある。別のケースとして、原子の電子構造の平均場近似では電場と電子の波動方程式が結合されるというものもある。

## 単一的離散化手法
熱応力、電子力学的相互作用、流体-構造相互作用（Fluid-structure interaction,
FSI）、伝熱や化学反応による流動、電磁流体（電磁流体力学やプラズマ）、電磁的に励起された加熱などは、有限要素法や類似の一般的な数値計算法に依存する。多くの場合、正確な結果を得るために、ある場（例えば電場）に対して重要な材料特性が別の場（例えば温度）で変化するという共通の依存性を持つことが重要である。

## 複合的離散化手法
偏微分方程式の部分集合が異なる数学的挙動をするケース（例えば圧縮性流体が構造解析や伝熱と結合するケース）がある。そのようなケースで最適なシミュレーションを実行するために、偏微分方程式の各部分集合に対して異なる離散化を適用する必要がある。例えば、圧縮性流体が構造解析や伝熱と結合するケースでは圧縮性流体は有限体積法で、伝熱は有限要素法で離散化される。別の例として、粒子が電磁場やその他の場、粒子同士、および有限体積法またはその他手法の流体と相互作用し得るDirect simulation Monte Carlo法と結合した電磁的または静電気的Particle-in-Cell法（PIC, MPIC, ESPIC）がある。粒子自身によってまたは電磁場に加速させられて作られる電荷や電流を通じて、粒子は電磁場と相互作用する。粒子は互いに衝突したり、流体と衝突したりする。